# Бонета, Диего
Диего Андрес Гонсалес Бонета (исп. Diego Andrés González Boneta; род. 29 ноября 1990, Мехико) — мексиканский актёр и певец. Известность получил благодаря ролям: Рокко в мексиканском сериале «Мятежники» и Хавьер Луна в «90210: Новое поколение». В 2005 году выпустил первый альбом «Diego», а в 2008 вышел второй альбом «Indigo». Снялся в роли Алекса Сантьяго в сериале «Милые обманщицы». Кроме того, получил роль в фильме Адама Шенкмана «Рок на века».

## Музыкальная карьера

### Diego
Во время съёмок в сериале «Мятежники», певец выпустил свой дебютный альбом «Diego», в Мексике, Чили и Бразилии в 2005 году. В США альбом вышел 24 апреля. Для онлайн покупки альбом стал доступен 3 апреля. Первый сингл «Responde» занял 13 строчку в Мексиканском хит-параде. Некоторые песни звучали в сериале «Мятежники» и стали частью сюжета. По окончании съёмок, актёр отправился в международное турне с группой RBD в качестве гостя. «Это бы необыкновенный опыт — в таких странах, как Бразилия или Румыния люди пели мои песни на испанском языке! Это было потрясающе!»
В рамках промокампании альбома певец выступал на разогреве на трёх концерта Хилари Дафф (в Мехико, Гвадалахаре и Монтерее)  в 2006 году.

### Indigo
Второй альбом вышел 25 марта 2008 года. К нему были выпущены синглы «Perdido En Ti» и «Losing Me». Продюсер — Митч Аллан. Песни написали Митч Аллан и Кара ДиоГуарди. 5 мая 2008 эти синглы можно было скачать бесплатно на сайте iTunes в рамках проекта «Free Single of the Week».

## Карьера актёра

### Начало карьеры: 2003-2009
Начал карьеру в качестве певца в Мехико. Работал на телевидении и появился в реалити-шоу по поиску талантов «В поисках славы». Снялся в двух детских сериалах — «Дом с привидениями» и «Миссия спасения, приключения и любовь» компании «Univision». Затем последовала роль в молодёжном сериале «Мятежники».

### Прорыв: 2010-2011
В 2010 появился в американский сериалах «Милые обманщицы» в роли Алекса Сантьаго и в «90210: Новое поколение» в роли Хавьера Луны (Диего сказал: «Я практически сыграл себя только с другим именем») — актёр исполнил несколько песен и записал для шоу дуэт «One More Time» с актрисой Джессикой Лаундс (студийная версия так и не была выпущена), появившись в 4 эпизодах 2-го и 3-го сезонов. Первую главную роль исполнил, сыграв Тайлера Адамса в молодёжной комедии «Дрянные девчонки 2» вместе со своей подругой Меган Мартин. Кроме того, он узнал, каково учиться в школе, ведь юноша получал домашнее образование.
Актёр получил первую крупную роль — а самое главное — ведущую роль в будущем фильме Адама Шенкмана «Рок на века» — кино-экранизации одноименного бродвейского мюзикла. Он играет Дрю Боли — молодого музыканта, который приезжает в Лос-Анджелес в конце 1980-х годов, чтобы стать рок-звездой. Кроме него, в картине снялись звёзды Голливуда. Шенкман назвал Диего «следующей большой звездой», сравнив с такими молодыми актёрами, как Зак Эфрон, Ченнинг Татум и Лиам Хемсворт. Кроме того, принял участие в фото-сессии журнала «TROIX» в разделе «March Men Madness» за 2011 года.

## Личная жизнь
Его мать родилась в Америке у отца — пуэрториканца и матери испанки. По словам родных, Диего обязан своими музыкальными талантами деду, которого никогда не видел. Он свободно говорит на английском и испанском. У него три гражданства — Мексики, Испании и США.

## Фильмография

### Телевидение
| Год       | Название                              | В оригинале         | Роль              | Примечания                     |
| 2003      | В поисках славы                       | Código F.A.M.A.     | Играет себя       | Реалити-шоу/Конкурс            |
| 2003      | Дом с привидениями                    | Alegrijes y Rebujos | Рикардо Санчес    | Основной состав                |
| 2004      | Миссия спасения, приключения и любовь | Misión S.O.S        | Кристиан Мартинес | Основной состав                |
| 2005—2006 | Мятежники                             | Rebelde             | Рокко Бесаури     | Второстепенная роль            |
| 2008      | Вокзал                                | Terminales          | Неизвестно        | Приглашённая звезда (1 эпизод) |
| 2010      | Зик и Лютер                           | Zeke & Luther       | Тики Дельгадо     | Приглашённая звезда (1 эпизод) |
| 2010      | 90210: Новое поколение                | 90210               | Хавьер Луна       | Несколько эпизодов             |
| 2010      | Милые обманщицы                       | Pretty Little Liars | Алекс Сантьяго    | Несколько эпизодов             |
| 2015      | Летний лагерь                         | Summer Camp         | Уилл              | Основной состав                |
| 2015      | Хранительницы голубей                 | The Dovekeepers     | Амрам             | мини-сериал                    |
| 2015      | Королевы крика                        | Scream Queens       | Пит Мартинес      | Основной состав                |

### Кино
| Год  | Название                            | В оригинале                      | Роль           |
| 2011 | Дрянные девчонки 2                  | Mean Girls 2                     | Тайлер         |
| 2012 | Рок на века                         | Rock of Ages                     | Дрю Боли       |
| 2016 | Пеле: Рождение легенды              | Pelé: Birth of a Legend          | Жозе Альтафини |
| 2017 | Матрица времени                     | Before I Fall                    | мистер Дэймлер |
| 2017 | Титан                               | The Titan                        | Икер Эранандес |
| 2019 | Терминатор: Тёмные судьбы           | Terminator: Dark Fate            | Диего Рамос    |
| 2020 | Любовь, свадьбы и прочие катастрофы | Love, Weddings & Other Disasters | Мак            |
| 2020 | Новый порядок                       | Nuevo orden                      | Даниэль        |
| 2020 | Охотник на монстров                 | Monster Hunter                   | Маршалл        |
| 2021 | Страсть, любовь и стволы            | Die in a Gunfight                | Бен Гиббонс    |
| 2022 | Отец невесты                        | Father Of The Bride              | Адан Кастильо  |

### Музыкальные видео
- 2008: «About You Now» (на песню Миранды Косгроув)

## Дискография

### Студийные альбомы

#### На испанском
| Год  | Примечания |
| ---- | --- |
| 2005 | Diego - Лейбл: EMI Music - Релиз: 2005 (Мексика) 10 июля 2006 (Бразилия) август 2006 (Чили) 24 апреля 2007 (США) - Формат: CD |
| 2008 | Indigo - Лейбл: EMI Music - Релиз: 25 марта 2008 (Мексика) - Формат: CD                                                       |

#### На португальском
| Год  | Примечания                                                                             |
| ---- | -------------------------------------------------------------------------------------- |
| 2005 | Diego (Edição Brasil) - Лейбл: EMI Music - Релиз: 10 июля 2006 (Бразилия) - Формат: CD |

### Видео-графия
| Года | Название                                      | Примечания |
| ---- | --------------------------------------------- | --- |
| 2000 | Diego - En Vivo En El Maracanã - Formats: DVD | Список клипов: - Solo Existes Tú - La Solución - Mais - Responde Бонус-песни: - Responde (studio version) - Más (studio version) Дополнительные видео: - Bastidores - Diego En Brasil - Galeria de Fotos |

### Синглы
| Год  | Название        | Альбом           |
| ---- | --------------- | ---------------- |
| 2005 | Aquí Voy        | non-album single |
| 2006 | Responde        | Diego            |
| 2006 | Más             | Diego            |
| 2007 | Solo Existes Tú | Diego            |
| 2008 | Perdido En Ti   | Indigo           |
| 2008 | Millón De Años  | Indigo           |
| 2010 | Siempre Tu      | -                |

### Клипы
| Год  | Песня             |
| ---- | ----------------- |
| 2006 | «Responde»        |
| 2006 | «Más»             |
| 2007 | «Solo Existes Tú» |
| 2008 | «Perdido En Ti»   |
| 2008 | «Millón De Años»  |

### Саундтреки
| Год  | Фильм                  | Песня         |
| 2010 | 90210: Новое поколение | One More Time |
| 2010 | 90210: Новое поколение | Fade Away     |
| 2010 | 90210: Новое поколение | Siempre Tu    |
| 2010 | Милые обманщицы        | Siempre Tu    |